# Nagy Béla (gyorsírástanár)
Nagy Béla (Sárospatak, 1857. szeptember 14. – Budapest, 1883. február 21.) gyorsírástanár, joghallgató, lapszerkesztő, postatiszt. Nagy Sándor gyorsíró testvéröccse.

## Élete
Nagy Ferenc könyvkötő és könyvárus és Nagy Erzsébet fia. Középiskolai tanulmányait szülőhelyén, Budán és a pesti református főgimnáziumban végezte. Ekkor postatiszt lett, de egyúttal folytatta egyetemi tanulmányait. 1877-ben bátyjától, Nagy Sándortól átvette a Kezdő Gyorsíró című szaklap szerkesztését és tulajdonjogát; ezt másfél évig szerkesztette. Egyike volt azon egyéneknek, akik az akkor divatos két rendszerből a Gabelsberger-Markovits és Stolze-Fenyvessy gyorsírásból a tanári oklevelet megszerezte.
Több a gyorsírásra vonatkozó humorisztikus elbeszélést írt lapjába; a kiválóbbak: A gyorsirás apostola, A gyorsirt napló, Gyors nyelv, Pedig már tudnék gyorsirni, Szerencsétlen gyorsiró.